# Peter Abrahams
Peter Henry Abrahams Deras, född 19 mars 1919 i Vrededorp utanför Johannesburg, död 18 januari 2017 i Saint Andrew Parish på Jamaica, var en sydafrikansk författare, en av de mest produktiva prosaförfattarna i Sydafrika. Han är mest berömd för romanerna Mine Boy (1946) och A Wreath for Udomo (1956), samt självbiografin Tell Freedom: Memories of Africa (1954). Många av hans tidiga verk översattes till flera språk på 1960- och 1970-talen, vilket gav honom en större publik.

## Biografi
Abrahams mor var färgad (coloured enligt den sydafrikanska rasindelningen) och hans far från Etiopien, och enligt Sydafrikas apartheidsystem räknades därför även Abrahams som färgad. Han växte upp i slumområdet Vrededorp, och fick som barn endast sporadiskt gå i skolan. Som nittonåring mönstrade han på en lastångare, och kom 1939 till Storbritannien, där han började arbeta för den kommunistiska tidningen The Daily Worker. Hans första bok var novellsamlingen Dark Testament från 1942, men först 1946 slog han igenom med romanen Mine Boy, som handlar om en ung svart man som arbetar i Johannesburgs gruvindustri. Den är bland de första böckerna där svartas liv i Sydafrika skildras, och en av de första romanerna skriven av en icke-vit som gavs ut i väst.
Path of Thunder (1948) utspelar sig i apartheids Sydafrika, där huvudpersonerna är ett blandpar. I den historiska romanen Wild Conquest (1950) skildrar Abrahams Sydafrikas koloniala historia och boernas grote trek. Den självbiografiska Tell Freedom: Memories of Africa (1954, på svenska som Mörk gryning, 1960) handlar om Abrahams barn- och ungdom i Johannesburgs slum. 1956 kom romanen A Wreath for Udomo (på svenska som Segrarens krans, 1963). Den handlar om Udomo, en nationalistledare i den fiktiva staten Panafrica, hans väg till makten och förberedelse till sin egen undergång. A Night of Their Own (1965) behandlar frågan om indiernas odrägliga förhållanden i Sydafrika.
1957 flyttade Abrahams till Jamaica med sin familj. Han blev där redaktör för West Indian Economist och övertog ansvaret för den dagliga radiokanalen West Indian News. Romanen This Island Now (1966) handlar om situationen i Jamaica, och Abrahams förenar här sina erfarenheter från hemlandet med de svarta västindiernas situation i Storbritannien och en kritisk skildring av förhållandena i det nyligen självständiga Jamaica.
1985 kom romanen The View from Coyaba, en gripande och storslagen framställning av de svartas kamp för frihet och värdighet, där Abrahams rör sig fram och tillbaka mellan Afrika, USA:s sydstater och Jamaica, och kombinerar detta panorama med drag från sin personliga historia. The Black Experience in the 20th Century: An Autobiography and Meditation kom 2001.
Abrahams hittades död på morgonen den 18 januari 2017 i sitt hem på Jamaica. En rättsmedicinsk undersökning visade att Abrahams blivit bragd om livet. En 61-årig man vid namn Norman Tomlinson blev senare anhållen för mordet.